# Pachycephala simplex
Pachycephala simplex là một loài chim trong họ Pachycephalidae.